# Trujillo (província)
Trujillo é uma província do Peru localizada na região de La Libertad. Sua capital é a cidade de Trujillo.

## Distritos da província
- El Porvenir
- Florencia de Mora
- Huanchaco
- La Esperanza
- Laredo
- Moche
- Poroto
- Salaverry
- Simbal
- Trujillo
- Victor Larco Herrera